# 畠山稔
畠山 稔（はたけやま みのる、1949年（昭和24年）9月24日 - ）は、日本の政治家。埼玉県上尾市長（2期）。元埼玉県議会議員（3期）、元上尾市議会議員（3期）。

## 経歴
岩手県陸前高田市生まれ。生家は農業と酪農を営んでいた。千葉工業大学金属工学科に入学。大学時代は空手に打ち込んだ。腕前は5段。1973年（昭和48年）3月、同大学卒業。同年4月、東洋伸銅所（現・日立アロイ）に就職。
1995年（平成7年）12月の上尾市議会議員選挙に初当選（任期開始日は1996年1月1日）。市議を3期務めたのち、2007年（平成19年）4月に埼玉県議会議員選挙に南13区から立候補し初当選。2011年（平成23年）に再選。2015年（平成27年）に3選。県議時代は民主党、民進党に所属した。
2017年（平成29年）10月30日、上尾市長の島村穰が公契約関係競売入札妨害および収賄の疑いで、上尾市議会議長の田中守らとともに埼玉県警察に逮捕された。同年11月8日に島村は辞職し、11月17日、島村の辞職に伴う市長選に立候補する意向を表明。12月17日に行われた選挙に、市議会の保守系最大会派「新政クラブ」の多くの議員の支援を受け、また希望の党衆議院議員の大島敦、連合埼玉の支援を取り付けて立候補。元市議ら3人の候補者を破り初当選を果たした。投票率は35.19％。
同年11月28日に行われた市長選挙で、自民推薦候補を破り、再選。

## 市政
- 2020年（令和2年）6月8日、新型コロナウイルス対策の財源に充てるため、自身の7月から9月までの月額給与と地域手当を30％減額する条例案を市議会定例会に提出した。副市長については20％減額し、教育長については10％減額する[11]。
- 2021年（令和3年）3月16日、LGBTなど性的少数者のカップルが婚姻に相当する関係にあると認める「パートナーシップ宣誓制度」を導入した[12]。